# Jasmine Choi

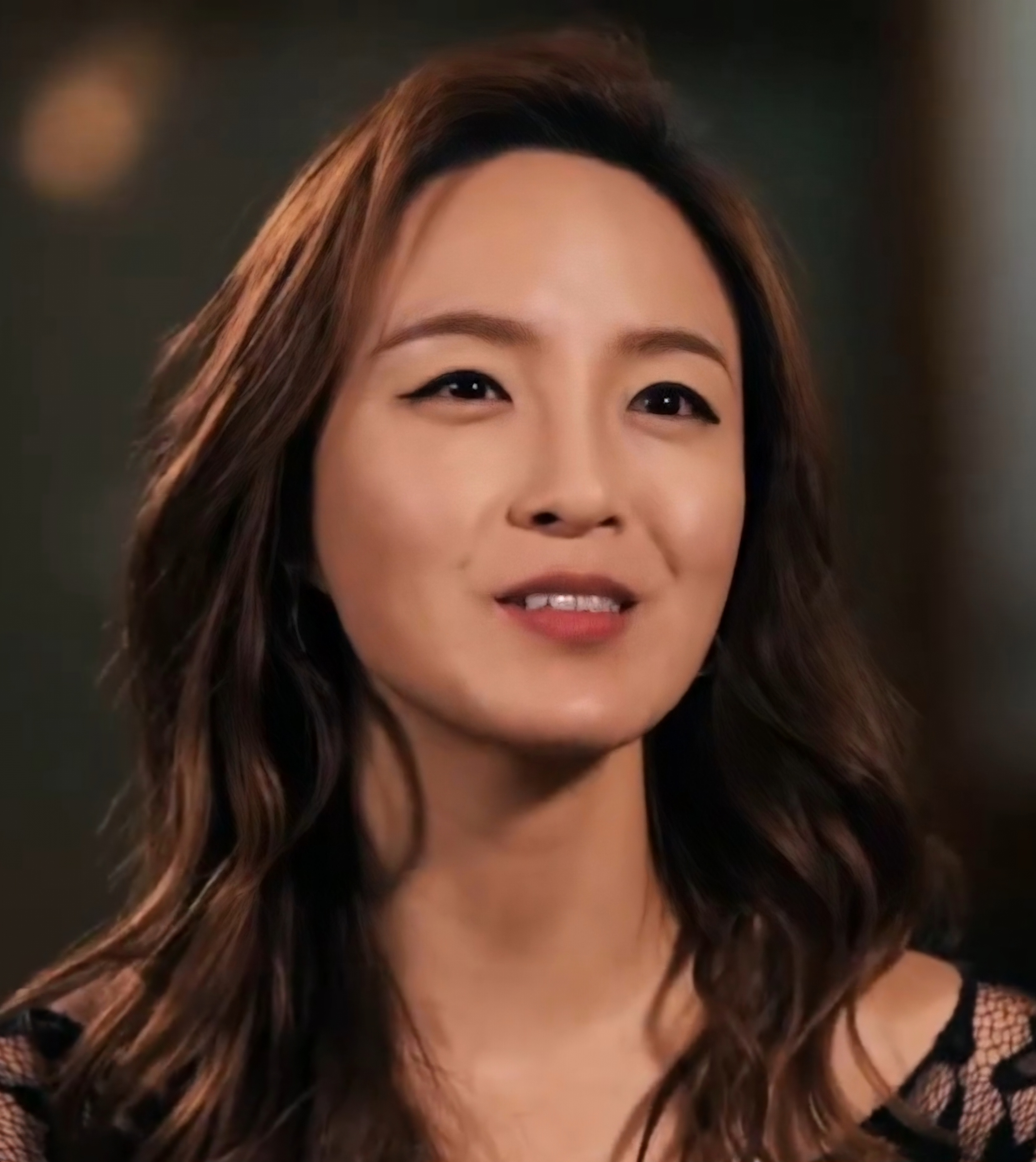
Jasmine Choi (2017)

Jasmine Choi (* 1983 in Seoul) ist eine südkoreanische Flötistin, die ihre musikalische Ausbildung in den USA absolvierte und in Österreich lebt.

## Werdegang
Choi hatte zunächst Violin- und Klavierunterricht, bevor sie neunjährig zur Flöte wechselte. Im Alter von sechzehn Jahren kam sie in die USA und studierte am Curtis Institute of Music bei Julius Baker und Jeffrey Khaner. Nach dem Abschluss als Bachelor erwarb sie den Mastergrad an der Juilliard School of Music.
2006 wurde Choi stellvertretende Erste Flötistin des Cincinnati Symphony Orchestra unter Leitung von Paavo Järvi. Daneben trat sie u. a. mit dem Philadelphia Orchestra, dem St. Petersburg Philharmonic Orchestra, der Tschechischen Philharmonie und dem Seoul Philharmonic Orchestra auf und spielte Konzerte von François Devienne, Joseph Haydn, Jacques Ibert, André Jolivet, Rolf Liebermann, Saverio Mercadante, Wolfgang Amadeus Mozart, Carl Nielsen, Carl Reinecke, Antonio Vivaldi, Heitor Villa-Lobos und anderen. Zu ihrem Repertoire gehören auch Werke zeitgenössischer koreanischer Komponisten wie Yun I-sang, und sie vergab Kompositionsaufträge an Solbong Kim und James Ra.
Als Kammermusikern nahm Choi u. a. am Pacific Music Festival, dem Sarasota Music Festival und am Professional Workshop der Carnegie Hall unter Leitung von Michael Tilson Thomas teil. 2012 wurde sie Erste Flötistin der Wiener Symphoniker, ihr Vertrag wurde jedoch 2013 nicht verlängert. Auf drei Solo-CDs nahm Choi u. a. Flötenkonzerte von Wolfgang Amadeus Mozart, Johann Sebastian Bachs Violinkonzerte in Transkription für Flöte und Claude Bollings Suite für Flöte und Jazztrio auf.
Nach ihrer Karriere als Associate Principal Flute beim Cincinnati Symphony Orchester erhielt sie 2012 einen Probevertrag mit einjähriger Laufzeit als Principal Flute bei den Wiener Symphonikern, wobei sie sich gegen 245 andere Bewerber durchsetzte. Das Orchester sprach sich gegen Ende der Vertragslaufzeit jedoch gegen eine Verlängerung des Vertrages aus. Während Choi die Gründe in ihrem Geschlecht, ihrer asiatischen Herkunft und ihrem fehlenden Bezug zu Wien ausmachte, äußerte sich das Orchester nicht näher zu den Gründen.
2015 wurde sie zu den „Top 10 Greatest Flutists in History“ by Sinfini Magazine (UK) gekürt. Außerdem gewann sie den „Yamaha Young Performing Artists“ Wettbewerb (2004).
Von ihren sieben CDs wurden vier von Sony Classical herausgegeben, zunächst die Flötenkonzerte von Mozart und danach virtuose Flötenwerke unter dem Titel „Fantasy“. Weitere Werke waren „Claude Bolling Suite“ für Flöte und „Jazz Trio“. Ebenso spielte sie die Mozart-Flötenquartette mit Mitgliedern der Wiener Symphoniker ein und veröffentlichte ihre Solo-CD „The Telemann Files“ mit Hilfe einer Crowdfunding-Kampagne.

## Diskografie
- Jasmine Choi plays Mozart (2006)
- Fantasy (2011)
- Claude Bolling Suite for Flute and Jazz Trio (2012)
- W.A.M.: 5 Quartets with Flute (2013)
- The Telemann Files: 12 Fantasies for Solo Flute (2015) – Classical Album of the week
- Trio Joy – free improvisations (2017)
- Love in Paris – a live recital album (2017)